# Michaił Cwiet
Michaił Siemionowicz Cwiet (ros. Михаил Семëнович Цвет, ur. 14 maja 1872 w Asti, zm. 26 czerwca 1919 w Woroneżu) – rosyjski botanik, fizjolog i biochemik, wynalazca chromatografii. 
W 1903 roku, będąc wykładowcą na Politechnice Warszawskiej lub Uniwersytecie Warszawskim, opracował chromatografię kolumnową. Pierwsze prace prowadził, używając roztworu chlorofilu w eterze naftowym, który przesączał przez ubitą kredę. W 1908 roku został profesorem botaniki i mikrobiologii na Politechnice Warszawskiej. Od 1917 profesor i dyrektor ogrodu botanicznego na Uniwersytecie w Dorpacie, od 1918 – w Woroneżu.
Prowadził badania nad rozdzielaniem barwników roślinnych – rozdzielił chlorofil i ksantofil, uznawany jest za odkrywcę karotenoidów.